# Линденхерст (Њујорк)
Линденхерст (енгл. Lindenhurst) град је у америчкој савезној држави Њујорк.

## Демографија
По попису из 2010. године број становника је 27.253, што је 566 (-2,0%) становника мање него 2000. године.
| Група             | 2000.          | 2010.          |
| Белци             | 24.976 (89,8%) | 23.381 (85,8%) |
| Афроамериканци    | 233 (0,8%)     | 417 (1,5%)     |
| Азијати           | 382 (1,4%)     | 521 (1,9%)     |
| Хиспаноамериканци | 1.813 (6,5%)   | 2.656 (9,7%)   |
| Укупно            | 27.819         | 27.253         |